# Křemýž
Křemýž (německy Krzemusch) je vesnice, část obce Ohníč v okrese Teplice. Nachází se asi 2,5 km na severozápad od Ohníče. V roce 2011 zde trvale žilo 309 obyvatel.
Křemýž je také název katastrálního území o rozloze 4,45 km². V katastrálním území Křemýž leží i Pňovičky.

## Historie
Nejstarší písemná zmínka pochází z roku 1251.

## Obyvatelstvo
Při sčítání lidu v roce 1921 zde žilo 870 obyvatel (z toho 423 mužů), z nichž bylo 240 Čechoslováků, 607 Němců a 23 cizinců. Většina se hlásila k římskokatolické církvi, ale šest lidí patřilo k evangelickým církvím, dva k církvi československé, jeden k izraelské, dva lidé byli členy jiných nezjišťovaných církví a 127 jich bylo bez vyznání. Podle sčítání lidu z roku 1930 měla vesnice 926 obyvatel: 251 Čechoslováků, 659 Němců a šestnáct cizinců. Stále převažovala římskokatolická většina, a kromě ní zde žilo dvanáct evangelíků, šestnáct členů církve československé, jeden žid, čtyři členové jiných církví a 143 lidí bez vyznání.
|                                                                | 1869 | 1880 | 1890 | 1900 | 1910 | 1921 | 1930 | 1950 | 1961 | 1970 | 1980 | 1991 | 2001 | 2011 | 2021 |
| -------------------------------------------------------------- | ---- | ---- | ---- | ---- | ---- | ---- | ---- | ---- | ---- | ---- | ---- | ---- | ---- | ---- | ---- |
| Obyvatelé                                                      | 334  | 599  | 550  | 764  | 873  | 870  | 926  | 624  | 603  | 412  | 442  | 354  | 326  | 309  | 355  |
| Domy                                                           | 49   | 59   | 63   | 82   | 89   | 92   | 106  | 105  | .    | 82   | 92   | 95   | 88   | 90   | 94   |
| Počet domů z roku 1961 je zahrnut v domech místní části Ohníč. |      |      |      |      |      |      |      |      |      |      |      |      |      |      |      |

## Obecní správa
Při sčítání lidu v letech 1869–1950 Křemýž byl samostatnou obcí, se kterým patřil nejprve do okresu Teplice, ale v letech 1900–1930 v okrese Duchcov a v roce 1950 v okrese Bílina. Od roku 1961 je částí obce Ohníč v okrese Teplice.

## Pamětihodnosti
- Kostel sv. Petra a Pavla z roku 1706 se zděnou zvonicí. Všechny zvony z průčelní západní věže i ze zvonice byly zrekvírovány. Nacházel se zde zvon od Brikcího z Cimperka z roku 1572, přelitý v roce 1871 Karlem Bellmannem, dva zvony z roku 1676 od Fridricha Michala Schönfelda a další, blíže neurčený zvon bez nápisu. Pouze malý zvon v sanktusníku přečkal válečné rekvizice. Vyrobil ho roku 1714 Jan Baltazar Crommel z Ústí nad Labem. U vchodu do sakristie je zavěšen malý zvonek od téhož zvonaře z roku 1714 s průměrem 15 cm.
- Křemýžský zámek nechala v letech 1693–1695 postavit v barokním slohu baronka Kateřina Alžběta z Bachonhay. Na počátku 19. století byl zámek rozšířen o klasicistní druhé patro a rizalit v jihozápadním průčelí.[10]